# Placosaris taiwanalis
Placosaris taiwanalis là một loài bướm đêm trong họ Crambidae.